# Polatlı
Polatlı là một huyện thuộc tỉnh Ankara, Thổ Nhĩ Kỳ. Huyện có diện tích 3466 km² và dân số thời điểm năm 2007 là 118454 người, mật độ 34 người/km².